# Dmitrij Markitesov
Dmitrij Valer'evič Markitesov (in russo Дмитрий Валерьевич Маркитесов?; Mosca, 22 marzo 2001) è un calciatore russo, attaccante del Rodina Mosca.

## Caratteristiche tecniche
È un'ala sinistra.

## Carriera
Cresciuto nel settore giovanile dello Spartak Mosca, ha esordito in prima squadra il 27 giugno 2020 in occasione dell'incontro di Prem'er-Liga pareggiato 0-0 contro l'Ufa.

## Statistiche
Statistiche aggiornate al 5 dicembre 2020.

### Presenze e reti nei club
| Stagione        | Squadra         | Campionato      | Campionato | Campionato | Coppe nazionali | Coppe nazionali | Coppe nazionali | Coppe continentali | Coppe continentali | Coppe continentali | Altre coppe | Altre coppe | Altre coppe | Totale | Totale | Totale |
| Stagione        | Squadra         | Comp            | Pres       | Reti       | Comp            | Pres            | Reti            | Comp               | Pres               | Reti               | Comp        | Pres        | Reti        | Pres   | Reti   |        |
| --------------- | --------------- | --------------- | ---------- | ---------- | --------------- | --------------- | --------------- | ------------------ | ------------------ | ------------------ | ----------- | ----------- | ----------- | ------ | ------ | ------ |
| 2018-2019       | Spartak-2 Mosca | 1D              | 6          | 0          |                 | -               | -               |                    | -                  | -                  |             | -           | -           | 6      | 0      |        |
| 2019-2020       | Spartak-2 Mosca | 1D              | 23         | 2          |                 | -               | -               |                    | -                  | -                  |             | -           | -           | 23     | 2      |        |
| 2020-2021       | Spartak-2 Mosca | 1D              | 9          | 2          |                 | -               | -               |                    | -                  | -                  |             | -           | -           | 9      | 2      |        |
| 2019-2020       | Spartak Mosca   | PL              | 2          | 0          | CR              | 0               | 0               |                    | -                  | -                  |             | -           | -           | 2      | 0      |        |
| 2020-2021       | Spartak Mosca   | PL              | 4          | 0          | CR              | 2               | 0               |                    | -                  | -                  |             | -           | -           | 6      | 0      |        |
| Totale carriera | Totale carriera | Totale carriera | 44         | 4          |                 | 2               | 0               |                    | -                  | -                  |             | -           | -           | 46     | 4      |        |